# Girls Bravo
Girls Bravo (яп. ＧＩＲＬＳブラボー га:русу бурабо:) — бисёдзё-манга, созданная Канеда Марио, которая начала выпускаться в Декабре 2000 года в Shonen Ace. В 2004 году, AIC создало аниме, которое показывалось на Fuji Television, а затем вторую половину серий на WOWOW.

## Сюжет
Главный герой, учащийся старшей школы — Юкинари Сасаки, невысокого роста, из-за этого над ним все смеются, в том числе и девушки. Это приводит к тому, что у Юкинари развивается гименофобия — боязнь женщин. Как только до него дотрагивается женщина, он покрывается сыпью и очень этого стыдится. Пока однажды не попадает в мир Сэйрэн и встречает там Михару, при прикосновении которой у него не появляется сыпь.

## Персонажи

### Основные
Юкинари Сасаки (яп. 佐々木 雪成 Сасаки Юкинари) — учится в школе Мицуно в 10 классе. День рождения — 31 марта. Увлекается рыбалкой. Невысокого роста, стеснительный, что стало причиной гименофобии из-за того что его часто дразнили девушки. Единственная девушка, при прикосновении которой аллергия не проявляется — Михару. Юкинари имеет плохую привычку быть в неправильном месте в неправильное время. В аниме он живёт самостоятельно, однако в манге живёт с матерью и держит присутствие Михару в тайне. Иногда Юкинари называют «Тиби-нари» — эту кличку ему дали из-за его маленького роста. Однако, несмотря на скромность и маленький рост он очень добрый, отзывчивый и готов пойти на многое чтобы защитить своих друзей и Михару.
Сэйю: Мамико Ното
Кириэ Кодзима (яп. 小島 桐絵 Кодзима Кириэ) — соседка и одноклассница, а также друг Юкинари. День рождения — 3 августа. Обычно сначала действует, а потом думает, имеет вспыльчивый характер. Плоха в кулинарии. Имеет развитые физические способности. По своему любит Юкинари, однако не говорит об этом другим.
Сэйю: Тива Сайто
Михару Сэна Канака (яп. ミハル・セナ・カナカ Михару Сэна Канака) — девушка, живущая на Сэйрэне со своей сестрой. Приводит Юкинари в свой мир и впоследствии случайно следует за ним обратно на Землю. Она имеет метку на лбу, сформированную как три точки в триангулярном расположении, обеспечивающие её магическими способностями, например, способность создавать порталы между Сэйрэном и Землёй, и сила создать магические розовые взрывы, когда она под эмоциональным стрессом или чихает. Она является также единственной женщиной, которая может коснуться Юкинари, не вызывая у него аллергию. Михару имеет перманентно большой аппетит и быстрый метаболизм. Имеет хорошее сердце, и искренне любит Юкинари. Интересуется Землёй, но в большинстве случаев только в плане еды.
Сэйю: Аяко Кавасуми
Кадзухару Фукуяма (яп. 福山 和春 Фукуяма Кадзухару) — одноклассник Юкинари и Кириэ, очень богат, живёт в особняке со своей сестрой. Является главным соперником Юкинари в отношениях к Михару, однако ничего не добиваясь особо не огорчается. Кадзухару болеет аллергией, подобной Юкинари, только покрывается сыпью когда его касается мужчина, поэтому в его особняке работают только женщины(не считая телохранителя сестры Лизы). Имеет способность(не магическую) неожиданно появляться в центре событий. Весьма развязно обращается с девушками. Однако, несмотря на свою развратность у него есть хорошие черты и вполне хороший друг.
Сэйю: Рётаро Окиаю
Лиза Фукуяма (яп. 福山 リサ Фукуяма Риса) — немного безумная младшая сестра Фукуямы Кадзухару. Лиза — молодая ведьма чёрной магии, которая вызвала несметное количество проблем повсюду (наводнила особняк её семейства фантомами, вызвала гигантского осьминога в школьном бассейне, взрыв в торговом центре). Лиза постоянно сопровождается Хаятом и Косамэ, являющиеся её телохранителями и, по совместительству, слугами, так как вынуждены во всем ей подчинятся, например угрожать кому-либо или даже похищать. Она пытается стать как можно ближе к Юкинари после того, как его благодаря описанию в её гороскопе она решает, что он — её суженый. Для этого она часто использует свою магию — с очевидно пагубными результатами. Считает Михару конкурентом. Очень любит Пышку, который напоминает ей о домашней кошке, что ей принадлежало, когда она была маленькой девочкой. В аниме женская форма Пышки напоминает ей о любимой кукле, которую она оживила и с которой проводила все своё время. Лайза озвучена Юки Мацуокой на японском и Хантером Маккензи Остином на английском языке.
Коёми Нанака (яп. コヨミ · ハレ · ナナカ Коёми Харэ Нанака) — спец-агент с Сэйрэна, которая страдает андрофобией — боязнью мужчин. На Земле её болезнь только усугублена благодаря Фукуяме. Первоначально отправлена на Землю с миссией от Агентства по Континууму, чтобы вернуть на Сэйрэн Михэру Сэну Кэнэку; позднее выполняла новое задание: найти мужа для Махару. Однако, из-за страха перед мужчинами делает выполнение задания почти невозможным так как она неспособна даже заговорить с мужчиной. Любимое времяпрепровождение Коёми — чтение, и у неё талант к настольному теннису. В аниме она даже выигрывала турнир на Сэйрэне пять лет подряд. Мать Коёми обладала меткой Сэйкон так же как и Михару, а сама Коёми открывает в себе эту силу лишь когда Михару похищают агенты Сэйрэна. Койоми также принимает большого питона как домашнее животное. Коёми озвучен Масаё Куратой на японском и Кэрри Сэвэдж на английском языке.
Сэйю: dfg dfg
Томока Лана Джуд (яп. トモカ · ラナ · ジュード Томока Рана Дзю:до) — ещё один спец-агент из Агентства, которая была отправлена в помощь Коёми Нанака в поисках жениха для Махару. Хотя Томока ещё ребёнок, она очень негодует по поводу того, что её считают таковым, и настаивает, что она такая же взрослая как и остальные, хоть её действия и доказывают обратное. В отличие от других персонажей женского пола, она довольно неплохо ладит с Фукуямой, которого она называет «старший брат», и с которым иногда объединяется для достижения своих целей. В аниме Томока часто использует Пышку в качестве дубинки. Томока также владеет магией Преобразования, и в аниме становится друзьями с Лизой после поражения в волшебном поединке. Она также одержима Поён, её любимым символом сериала. Поскольку она — всего лишь ребёнок, Томока в состоянии дотронуться до Юкинари без последствий в виде сыпи. Она также называет Кириэ «старшей сестрой», и даже использует некоторые её примы и фразы. Томока озвучена Аякой Сайто на японском языке.
Пышка (яп. えび Эби) — редкое и волшебное создание Сэйрэна. В аниме оно случайно оказалось у Томоки в вещах, когда она прибыла на Землю. Михару принимает её за домашнее животное, хотя первоначально она и задавалась вопросом, какая пышка на вкус, чем сильно пугала зверька. Она напоминает пухлое миниатюрное подобие рыбы с внешностью кошки и парой больших антенн на голове, из-за чего Михару утверждает, что Пышка напоминает креветку. Пышка переносит много мучений в руках Томоки, которая использует её в качестве цепа, приманки, мячика для гандбола и т. д. Однажды Томока превратила Пышку в маленькую девочку с зелеными волосами, чтобы похвастаться своими магическими способностями, однако новоявленной «девочке» уделяют больше внимания, чем собственно юной волшебнице. Пышка удивительно интеллектуальна, и во время игры в Маджонг она продумала весь победный план. Однако, Томока была новичком в игре, а Пышка не могла объяснить ей, как играть, так как не умеет говорить. Пышка даже в состоянии стрелять мощным лучом (названный электронным лучом Томока) изо рта. Пышка озвучена Томоко Канэдой и Фумихико Татики на японском языке и Меган Холлингшид и Демеоном Кларком на английском языке.

## Аниме-сериал

### Сезон первый
| 1 | Ванная. Браво! (風呂場からブラボー!)                          | 6 июля 2004      |
| Юкинари попадает в мир Сэйрэн и возвращается оттуда с Михарой. |                                                               |                  |
| 2 | Школа. Браво! (学校でブラボー!)                               | 13 июля 2004     |
| Проголодавшись, Михару отправляется в школу Юкинари, чтобы купить школьный хлеб. По дороге она натыкается на торговый отсек с бананами.                                                              |                                                               |                  |
| 3 | Кулинария. Браво! (クッキングはブラボー!)                     | 27 июля 2004     |
| Направленная своим ежедневным гороскопом, Лиза — сестра Кадзухару Фукуямы, решает, что Юкинари — её суженый.                                                                                         |                                                               |                  |
| 4 | Особняк. Браво! (豪邸でブラボー!)                             | 10 августа 2004  |
| Запланированный совместный обед Кириэ с Юкинари неожиданно оборачивается поисками Михару в недрах особняка Фукуямы.                                                                                  |                                                               |                  |
| 5 | Дождливый день. Браво! (Часть 1.) (雨の日にブラボー!（前編）) | 17 августа 2004  |
| Потерявшая память Коёми прибывает из Сэйрэна на Землю. Спустя некоторое время оказывается, что её прислали с целью вернуть Михару обратно.                                                           |                                                               |                  |
| 6 | Дождливый день. Браво! (Часть 2.) (雨の日にブラボー!（後編）) | 24 августа 2004  |
| Юкинари и Михару решают, что ей стоит послушаться и вернуться на Сэйрэн. Тем не менее, спустя некоторое время, сестра Михару - Махару Сан, разрешает ей уйти на Землю к Юкинари.                     |                                                               |                  |
| 7 | Поиск мужа. Браво! (おムコさん探しでブラボー!)                | 31 августа 2004  |
| Махару вместе с Михару отправила двоих агентов с целью найти себе мужа — Коёми и Томоку Сан. Коёми практически не в состоянии выполнить это задание, так как страдает от андрофобии — боязни мужчин. |                                                               |                  |
| 8 | Много Браво! (いっぱいでブラボー!)                            | 7 сентября 2004  |
| Выпив немного спирта в химическом классе, Михару начинает чихать, в результате чего появляется несметное количество её клонов.                                                                       |                                                               |                  |
| 9 | Магическая война. Браво! (魔法大戦でブラボー!)                | 14 сентября 2004 |
| Томока и Лиза сражаются за форму Пышки. Лиза настаивает на человеческом обличье, что обусловлено её воспоминаниями об ожившей кукле, бывшей ей как дочь.                                             |                                                               |                  |
| 10 | Горячие источники. Браво! (温泉でブラボー!)                   | 21 сентября 2004 |
| Юкинари и гарем отправляются на курорт с горячими источниками. Там они встречают духа-девушку и помогают ей обрести покой.                                                                           |                                                               |                  |
| 11 | Пинг-понг. Браво! (ピンポンでブラボー!)                       | 28 сентября 2004 |
| После того, как Фукуяма купил все гостиницы в этом районе, он и Кириэ на спор играют в пинг-понг. Результат неожиданно оказывается плачевным для Кадзихару, когда играть начинает Коёми.             |                                                               |                  |

### Сезон второй
| 12 | Браво в бассейне «Pūru de Burabō!» (プールでブラボー!)                                    | 27 января 2005  |
| В желании оказаться ближе к Михару, Фукуяма при помощи магии Лизы меняется телами с Юкинари. |                                                                                           |                 |
| 13 | Борись. Браво! «Faito Burabō!» (ファイト·ブラボー!)                                       | 3 февраля 2005  |
| Юкинари и гарем получили билет на бейсбольный стадион. На месте оказывается, что это чемпионат борьбы и Кириэ, шантажируемая Фукуямой, вынуждена участвовать. |                                                                                           |                 |
| 14 | Первое свидание. Браво! «Hatsu Dēto wa Burabō!» (初デートはブラボー!)                     | 10 февраля 2005 |
| Первое свидание Михару с Юкинари. Неподалёку скрываются Фукуяма и Кириэ, наблюдающие за парой. |                                                                                           |                 |
| 15 | Тотальная очистка. Браво! «Osōji Burabō!» (お掃除ブラボー!)                               | 17 февраля 2005 |
| Немного съехавший с катушек одноклассник Юкинари появляется перед друзьями в роли супергероя - уборщика и защитника школы от мусора. |                                                                                           |                 |
| 16 | Если мы будем вместе. Браво! «Futari Nara Burabō!» (ふたりならブラボー!)                  | 24 февраля 2005 |
| Томока продолжает поиски мужа для Махару, однако потом внезапно начинает преследовать и опекать Кириэ. |                                                                                           |                 |
| 17 | Все на подработке. Браво! «Arubaito wa Burabō!» (アルバイトはブラボー!)                   | 3 марта 2005    |
| Сломав ванную, Михару, Кириэ и Коёми решают подзаработать на фестивале игр. Упросив Юкинари, они одевают его как девчонку и обманывают Фукуяму, который жаждет познакомиться. |                                                                                           |                 |
| 18 | Игра в маджонг. Браво! «Mājan de Burabō!» (麻雀でブラボー!)                               | 10 марта 2005   |
| Чтобы развеселить Томоки, Фукуяма приносит в дом Юкинари особый семейный вид маджонга. |                                                                                           |                 |
| 19 | Кроличьи ушки. Браво! «Usa Mimi Burabō!» (ウサ耳ブラボー!)                                | 17 марта 2005   |
| Фильм, снятый Фукуямой, демонстрируется участвовавшим в съёмках друзьям. |                                                                                           |                 |
| 20 | Школьный фестиваль. Браво! «Gakuensai wa Burabō!» (学園祭はブラボー!)                     | 24 марта 2005   |
| Юкинари и друзья ушли на школьный фестиваль, а тем временем Михару случайно открывает проход на Сэйрэн, и её сестра Махару оказывается на Земле. |                                                                                           |                 |
| 21 | Полдень солнечного дня. Браво! «Hareta Hi no Gogo wa Burabō!» (晴れた日の午後はブラボー!) | 31 марта 2005   |
| Во время небольшой дискуссии по поводу точек у Михару на лбу, Коёми случайно замечает промелькнувшего отца в телевизоре. |                                                                                           |                 |
| 22 | Подарок. Браво! «Purezento wa Burabō!» (プレゼントはブラボー!)                            | 7 апреля 2005   |
| Михару, немного подзаработав, решает купить всем подарки. Поздно придя домой, она расстраивается, узнав, что Юкинари излечился от сыпи. За ней следует агент с Сэйрэна. |                                                                                           |                 |
| 23 | Возвращение на Сэйрэн. Браво! «Sēren e Burabō!» (セーレンへブラボー!)                     | 14 апреля 2005  |
| Михару арестовала служба безопасности Сэйрэна, и её друзья готовятся спасти её. |                                                                                           |                 |
| 24 | Финал. Браво! «Fainaru Burabō!» (ファイナル·ブラボー!)                                    | 21 апреля 2005  |
| Вся компания — кроме Коёми, в которой внезапно открылся сэйкон, и она вынуждена удерживать врата открытыми для друзей — отчаянно сражается, чтобы спасти Михару. В конце демонстрируется небольшой эпилог, показывающий, что Юкина вместе со всеми пришла на Землю и тоже посчитала Юкинари своим суженым; Хидзири Каната (бывшая учительница) решает, что её судьба — это Кириэ, и встречает отчаянное сопротивление со стороны Косамэ. |                                                                                           |                 |